# Coniopteryx haitiensis
Coniopteryx haitiensis is een insect uit de familie van de dwerggaasvliegen (Coniopterygidae), die tot de orde netvleugeligen (Neuroptera) behoort. 
De wetenschappelijke naam Coniopteryx haitiensis is voor het eerst geldig gepubliceerd door Smith in 1931.